# Mur

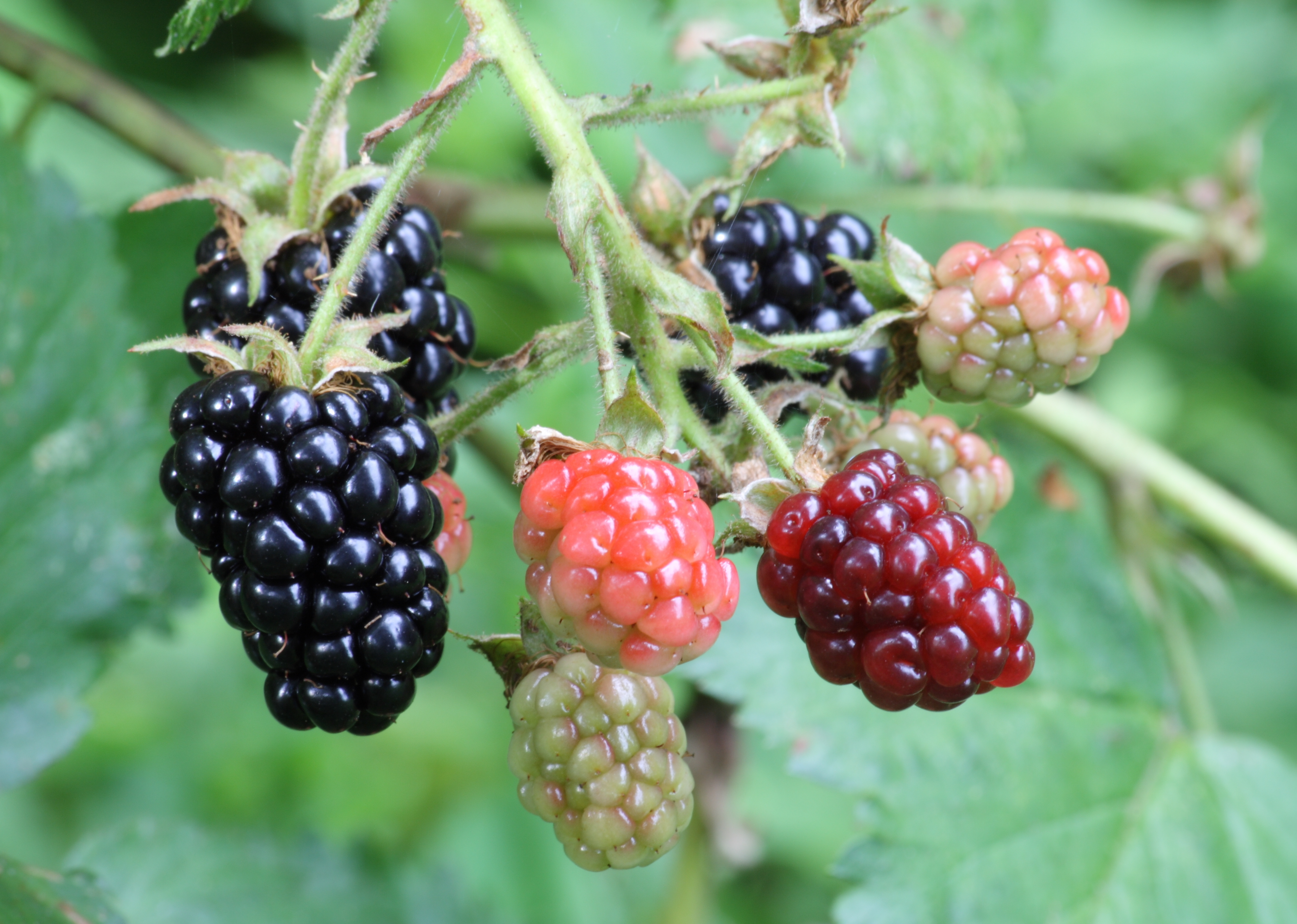
Fructele murului, în diverse stadii de coacere

Murul (Rubus fruticosus L.), sau rug-de-munte, este un arbust peren din familia Rosaceae.

## Descriere
Lăstarii sunt înalți de 1–3 m, cu tulpina arcuită, rareori târâtoare, acoperită de ghimpi drepți sau recurbați. Frunzele sunt palmat-compuse, cu marginile neregulate, cu nervuri păroase și proeminente pe fața interioară. Florile sunt albe sau roze, dispuse corimbifer, și se deschid în lunile iunie-august. Fructele sunt cărnoase, compuse, rosii și acrișoare la început, mov și dulci când sunt coapte.
Se întâlnește la marginea pădurilor, în poieni, în tufișuri, în lunci și de-alungul apelor curgătoare, în zone deluroase din Europa, Orientul Mijlociu, Africa de Nord și America de Nord.
Este una dintre cele mai vechi plante medicinale cu originea în Orient, mărturiile asupra folosirii ei în medicină datând din vremea lui Hippocrate, secolul al IV-lea î. Hr. În prezent cuprinde peste 100 de specii și peste 1000 de varietăți hibride.

## Utilizare
În alimentație
Fructele, mure, sunt foarte gustoase și se consumă ca atare când sunt coapte (negre și puțin moi). Din ele se mai pot prepara diverse gemuri, jeleuri, compoturi, siropuri și băuturi alcoolice. Fructele consumate proaspete au un efect ușor laxativ.
Din frunzele de mur, asociate cu cele de frag (Fragaria vesca) și cu cele de afin negru (Vaccinium myrtillus) se poate prepara un ceai.

## Principii active
Frunzele uscate conțin o cantitate apreciabilă de materii tanate, derivați flavonici, vitamina C, acizi organici (acid malic, acid oxalic, acid tartric, acid lactic), inozitol.
Fructele sunt bogate în vitaminele A și C. Acestea mai conțin acid citric, salicilic, pectină, mucilagii, flavonide și inozitol.

## Recoltare
Se recoltează frunzele bine dezvoltate în tot cursul verii. Acestea se usucă în șoproane, în poduri sau artificial la 40-50 °C. Randamentul la uscare este 4-5:1.
Fructele se coc în perioada sfârșit de iulie - octombrie.